# Mesquita d'Al-Rifa'i

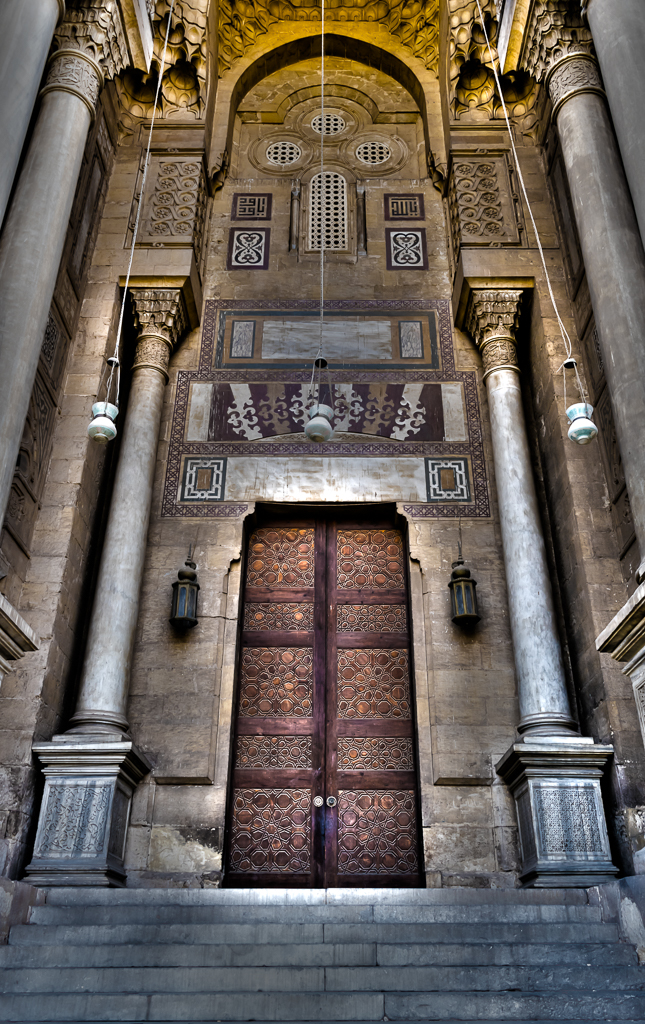
Entrada a la Mesquita d'Al-Rifa'i

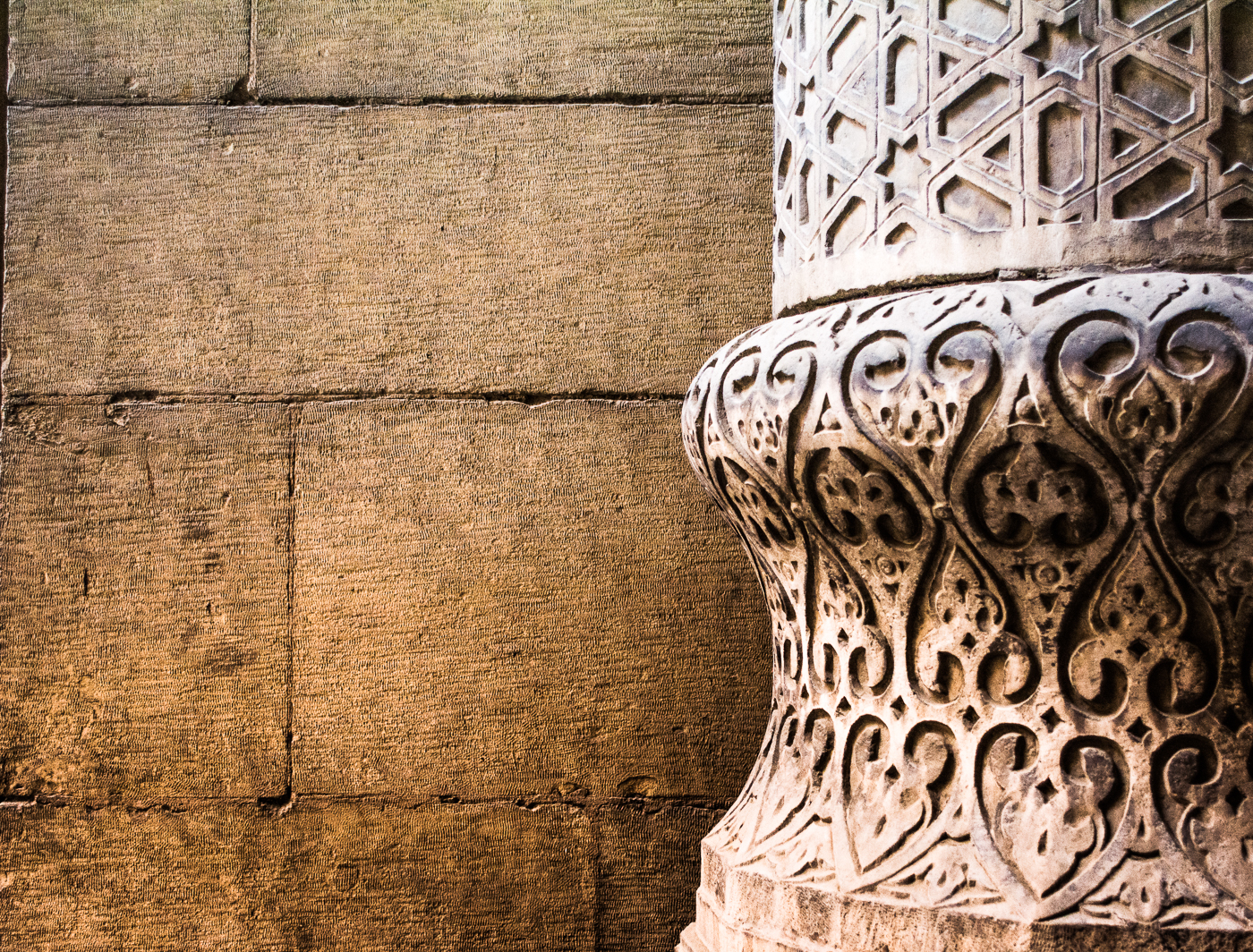
Detall ornamental de la mesquita

La mesquita d'Al-Rifa'i (àrab: مسجد الرفاعى, masjid ar-Rifāʿī), també coneguda com a Mesquita Reial, és una mesquita del Caire, a Egipte, a Midan al-Qal'a, al costat de la Ciutadella. L'edifici és davant per davant de la mesquita i madrassa d'Hasan, data del 1361 i fou dissenyada com un complement de l'estructura més antiga. Aquesta nova mesquita formà part d'una gran campanya dels governants d'Egipte del segle xix per a vincular-se a la glòria percebuda de períodes anteriors en la història islàmica d'Egipte i modernitzar la ciutat. La mesquita fou construïda al costat de dues grans places públiques i fora dels bulevards d'estil europeu construïts en la mateixa època.

## Història
La mesquita d'Al-Rifa'i es va fer en dues fases, entre el 1869 i 1912, quan finalment fou completada. La va encarregar Khushyar Hanim, mare d'Ismaïl Paixà, al segle xix, per a expandir i reemplaçar el zàuiya preexistent del sant islàmic medieval Ahmed al-Rifa'i. El zàuiya era un lloc de pelegrinatge per als vilatans que creien que la tomba tenia propietats curatives i místiques. Khushayer volia donar un doble propòsit a la nova estructura: casa per a relíquies del sufisme i mausoleu per a la família reial d'Egipte. En el transcurs de la construcció, l'arquitecte, el disseny i el propòsit van canviar.
El primer arquitecte en fou Hussein Fahri Paixà, cosí llunyà de la dinastia fundada per Muhàmmad Alí Paixà el 1803. Va morir durant la primera fase de la construcció, i el treball s'aturà després que el kediv Ismaïl Paixà abdicàs el 1880. Khushayar, la mecenes, va morir el 1885, i el treball no es va reprendre fins al 1905, quan el kediv, Abbàs Hilmí II d'Egipte, ordenà acabar-la. El treball, el supervisà l'arquitecte hongarés Max Herz, cap del Comité per a la Conservació dels Monuments àrabs del Caire. Els minarets se'n construïren al 1909, i la mesquita s'acabà al 1911. És oberta al culte des del 1912.
El santuari té forma d'un vast rectangle de 1767 metres quadrats. Es divideix en tres naus i s'articula al voltant d'una cúpula. Les parets, cobertes d'estuc i marbre, tenen rics ornaments d'arabescs. L'edifici conté una barreja d'estils presos sobretot del període mameluc de la història egípcia, incloent-hi la cúpula i el minaret. L'edifici té una gran sala d'oració, i els santuaris d'Ahmed al-Rifa'i i altres dos sants locals, Ali Abi-Shubbak i Yahya al-Ansari.

## Utilització

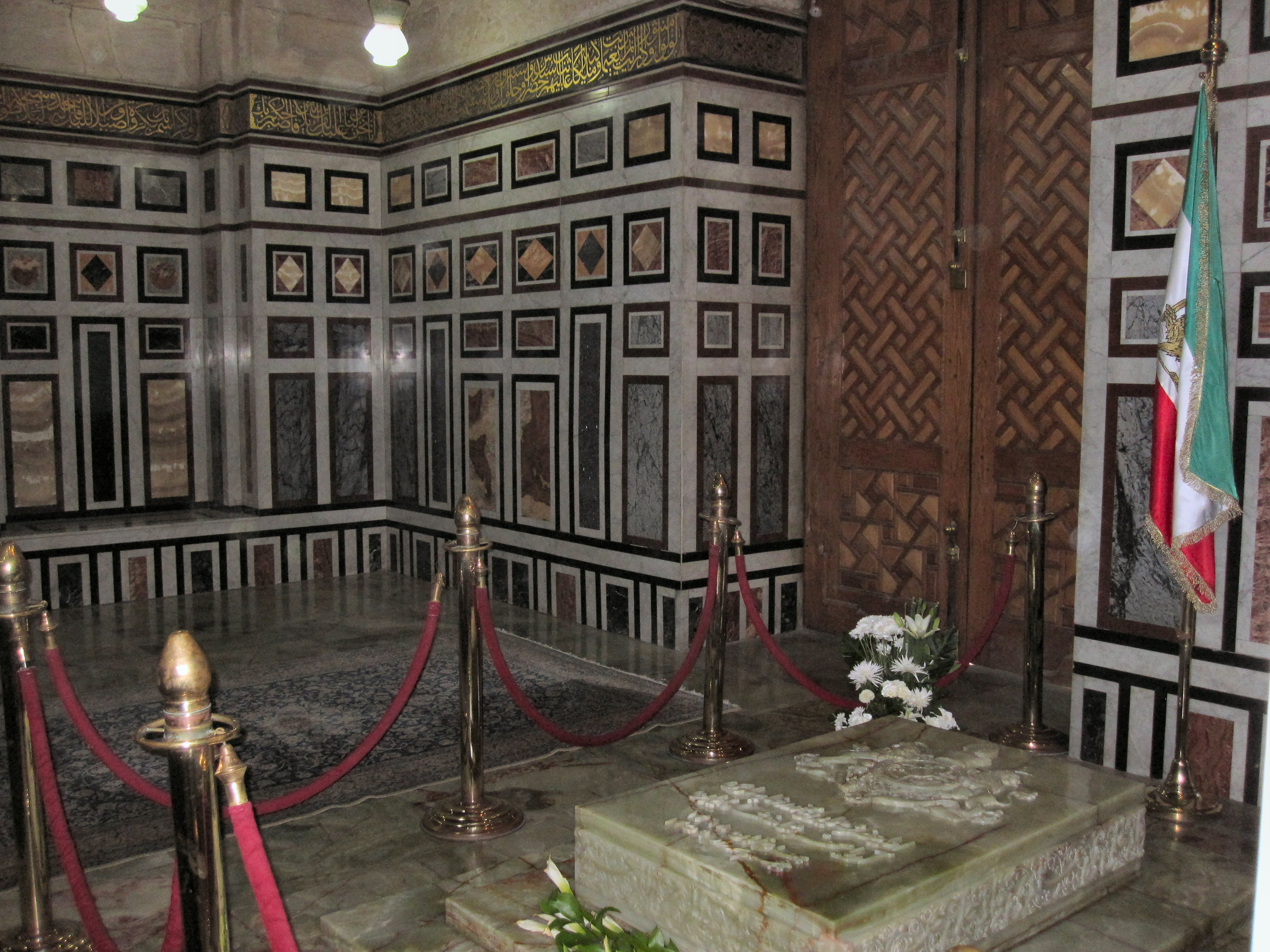
Tomba de Mohammad Reza Pahlavi, fill de Reza I de l'Iran

La mesquita és el lloc de descans de Khushyar Hanim i el seu fill Ismaïl Paixà, així com d'altres membres de la família reial egípcia, inclòs el rei Faruk I, el darrer rei regnant d'Egipte, el cos del qual se soterrà ací després de la seua mort a Roma el 1965. La mesquita va servir breument com a lloc de descans de Reza I de l'Iran, que va morir en l'exili en la Unió Sud-africana el 1944, i va ser retornat a l'Iran després de la Segona Guerra Mundial. L'enterraren al Caire després de la Revolució islàmica de 1979. Part de la cambra funerària l'ocupa el fill de Reza I, Mohammad Reza Pahlavi, que va morir al Caire al juliol del 1980.